# Хріниця густоцвіта
Хріниця густоцвіта, хрінниця густоцвіта (Lepidium densiflorum) — вид рослин з родини капустяних (Brassicaceae). Батьківщина — Північна Америка від субарктичних території Канади та Аляски до північної Мексики; вид натуралізований у Європі, помірній Азії, Аргентині.

## Опис

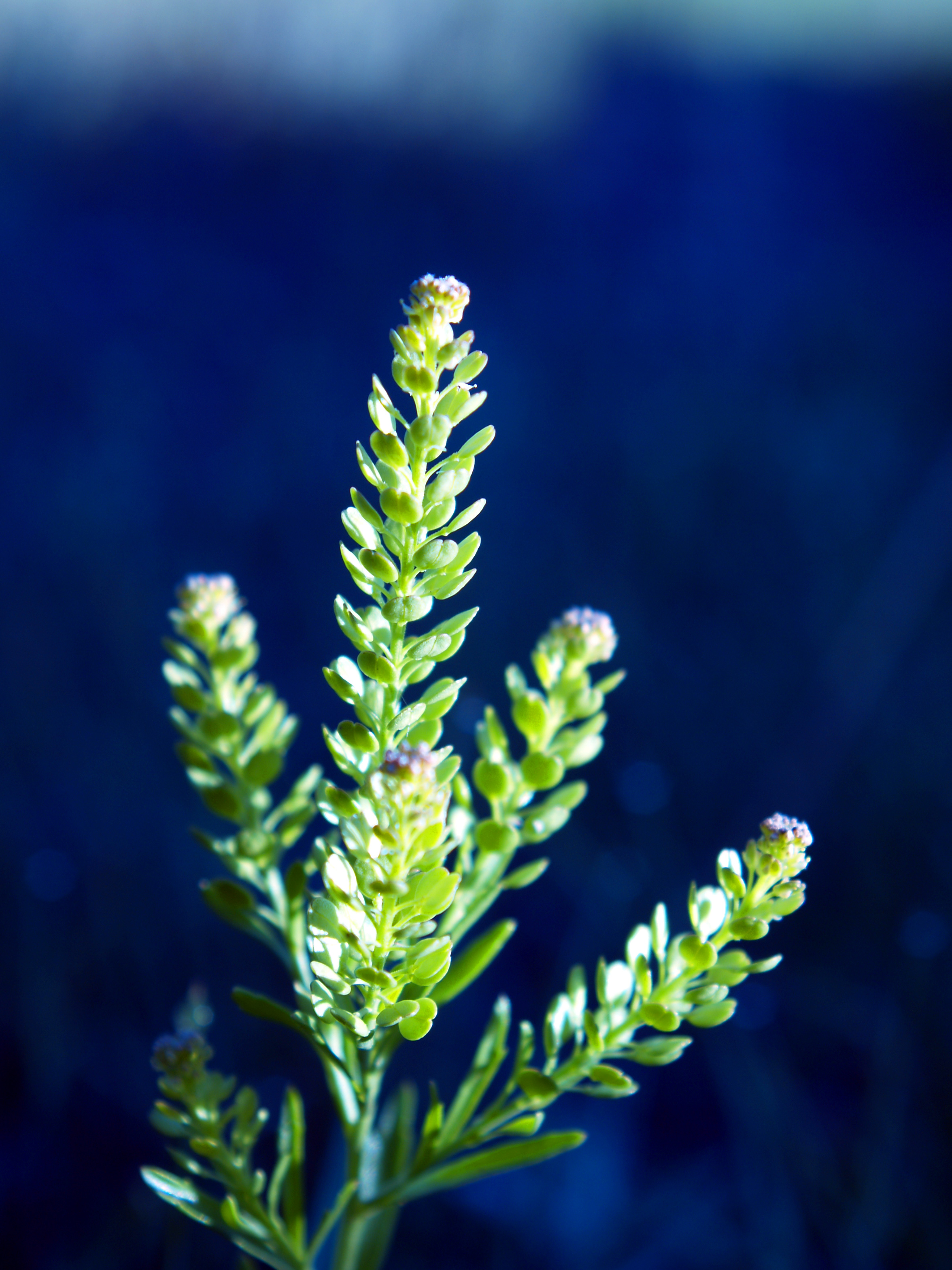

Однорічна чи дворічна рослина 10–50 см заввишки. Рослина без запаху. Стебла запушені голівчатими волосками. Прикореневі листки довгасті, перисто-надрізані або перисторозсічені на цільні або надрізано-зубчасті часточки; верхні листки лінійні, цілокраї або вгорі велико-пильчато-зубчасті. Квітки дуже маленькі, часто недорозвинені. Прикореневі листки мають пластини розміром (1.5)2.5–8(11) см × 5–10(20) мм. Стеблові листки мають пластини розміром (0.7)1.3–6.2(8) см × (0.5)1.5–10(18) мм. Суцвіття значно витягнуті в плодах. Квітки: чашолистки довгасті, 0.5–0.8(1) × 0.3–0.5 мм; пелюстки (відсутні або рудиментарні) білі, ниткоподібні, 0.3–0.9 мм; тичинок 2; пиляки 0.1–0.2 мм. Плоди яйцеподібні до овально-субкулястих, (2)2.5–3(3.5) × 1.5–2.5(3) мм (найширші за серединою), апікально крилаті. Насіння яйцеподібне, 1.1–1.3(1.5) × 0.8–0.9 мм. 2n = 32.

## Поширення
Батьківщина — Пн. Америка (Канада, США, пн. Мексика); натуралізований в Аргентині, Європі (Фінляндія, Норвегія, Швеція, Австрія, Бельгія, Чехія, Німеччина, Угорщина, Нідерланди, Польща, Словаччина, Швейцарія, Білорусь, Естонія, Латвія, Литва, Росія, Україна, пн. Італія, Румунія, Словенія, Франція), помірній Азії (Росія, Таджикистан, Монголія, Китай, Японія, Корея).
В Україні вид зростає на пісках, біля доріг (поширюється по залізницях та шосейних дорогах) — на Поліссі та Лісостепу; адвентивна рослина.